# 花山院師兼
花山院 師兼（かさんのいん もろかね）は、南北朝時代の公卿・歌人。出自に関しては明確な史料を欠き、一般には内大臣・花山院家賢の子と推定されているが、他に権中納言・花山院兼信の子とする説もある。南朝に仕えた。

## 経歴
京都で生まれ、正平12年/延文2年（1357年）1月に父家・賢らと共に南朝へ参候したか。当初、閑院流の某家の養子として叙爵された可能性もある。天授元年/永和元年（1375年）の『五百番歌合』に春宮権大夫（本官は権中納言か）として出詠しているのが確実な初見。天授2年/永和2年（1376年）夏末から始まる『千首和歌』にも詠進し、天授年間後半の成立とされる家集『師兼千首』の位署には「正二位行権大納言兼春宮大夫大学頭」と見えている。弘和元年/永徳元年（1381年）1月内裏歌会の序を奉り、同年12月に成立した『新葉和歌集』には24首が入集。元中3年/至徳3年（1386年）8月には長親・長親母らと共に『法門四十七首和歌』に詠進した。
元中4年/嘉慶元年（1387年）勅使として九州へ下向したことが『桜雲記』『南方紀伝』に見えるものの、その傍証となる史料を欠くために真偽の程は不明である。元中6年/嘉慶3年（1389年）1月には左近衛大将であった。以後の動向は定かでないが、明徳4年（1393年）3月12日に嵯峨で薨去した「南方花山院内大臣四十五」（『常楽記』）とは、師兼のことである可能性が高い。恐らく南朝の最末期に内大臣へと昇進し、元中9年/明徳3年（1392年）の南北朝合一を迎えて入洛したのであろう。

## 師兼千首
師兼の家集。春･秋各200首、夏･冬各100首、恋･雑各200首の構成で、計1000首を収める。『耕雲千首』『宗良親王千首』と同様、天授2年（1376年）の『千首和歌』の1つに擬せられて来たが、実際は天授年間後半（1378年 - 1380年）の独詠であると考えられている。二条派の平板な詠みぶりの中にも、南朝公卿や学者としての境涯を表出した和歌には捨て難い趣がある。写本は多く、宮内庁書陵部・内閣文庫・高松宮などに所蔵される。翻刻は『群書類従161』･『新編国歌大観10』に所収。